# Music Box Italia
Music Box è stato un canale televisivo musicale italiano.

## Storia
Lanciata nel 2003 come canale gratuito sul satellite Hot Bird e in onda sul mux TIMB 2, Music Box  è entrato dal 1º aprile 2007 a fare parte dei canali a pagamento di Sky, posizionandosi sul canale 717 dello Sky Box, spostandosi successivamente al numero 703.
I primi inviati di Music Box, scelti direttamente dal pubblico attraverso provini svolti a Roma, Napoli e Milano, sono stati Sara Caruso, Guenda Goria, Gianni Sodano e Andrea C Ravallese (in arte Andrea C). Con il suo originalissimo stile, la spontaneità, la curiosità e la freschezza della loro età, i quattro prescelti hanno avuto il compito di raccontare la realtà vista da un ventenne.
Il 5 ottobre 2005 Music Box organizza e trasmette un mega-concerto voluto in collaborazione con il Ministero della Salute. L'evento prende il nome de Il Ritmo della Vita. A condurlo: Francesco Facchinetti, l'ex miss Italia Manila Nazzaro e Andrea C.
Era visibile anche in volo sugli aerei dell'Alitalia sul medio e lungo raggio e in centinaia di luoghi di ritrovo che la scelgono spontaneamente come sottofondo video musicale di intrattenimento.
Music Box Italia si caratterizzava per avere il palinsesto musicale interamente scelto dagli utenti attraverso un servizio apposito di messaggistica o attraverso il sito Internet dell'emittente. 5 secondi prima della fine di ciascun videoclip, il software di Music Box conteggiava tutte le richieste ricevute e mandava in onda il video con il maggior numero di voti. In TV, contemporaneamente, appariva anche una tracklist delle preferenze.
L'emittente ha inoltre creato un'applicazione su Facebook per permettere ai propri telespettatori di votare i videoclip, mandare messaggi, vedere la propria foto e il proprio status in diretta TV.
Il 31 dicembre 2013 il canale ha cessato le trasmissioni sulla piattaforma Sky.

## Programmazione
Su Music Box, tutti i giorni, andavano in onda i migliori video votati su YouTube, selezionati dalla redazione dell'emittente.
Tra i programmi del canale TV, Doll's House, contenitore pomeridiano condotto da Greta Moretto e Francesca Giordano, in onda dal lunedì al venerdì dalle 15 alle 18 in pillole da 2 minuti, ogni 15 minuti di programmazione.
Dal 1º febbraio 2014, dopo la chiusura definitiva di Music Box Italia, il canale affiliato Play.me propone un programma con lo stesso titolo, dalle ore 21:00 alle ore 07:00, che riprende i contenuti dell'emittente defunta.

## Loghi

Vecchio logo di Music Box.
Nuovo logo di Music Box.